# Bror Sjögren
Bror Sjögren, född 7 december 1891 i Malmö, död 3 juni 1986 i Stockholm, var en svensk väg- och vattenbyggnadsingenjör och företagsledare. Han var far till arkitekt Åke Sjögren. 
Sjögren, som var son till fabrikör Håkan Sjögren och Sigrid Erman, avlade studentexamen 1910 och utexaminerades från Kungliga Tekniska högskolan 1916, blev löjtnant i Väg- och vattenbyggnadskåren 1921, kapten 1929 och major 1947. Han var anställd vid Väg- och vattenbyggnadsstyrelsen och Vattenfallsstyrelsen 1916–1920, chefsingenjör 1920–1943, innehavare av och verkställande direktör i konsulterande ingenjörsbyrån AB Consulting i Helsingfors 1922–1943, verkställande direktör i Stockholms Siporexfabriks AB, Internationella Siporex AB och Lättbetong AB i Göteborg 1943–1957 samt verksam i Svenska Industribyggen AB från 1957. Han utförde utredningar för vattenkraftverk och sjöregleringsföretag i Finland, var Svenska exportföreningens ombud i Helsingfors, stiftande ledamot av  och styrelseledamot i Finska vattenkraftföreningen, styrelseledamot i armaturfabriken Trio AB, Göteborgs Siporexfabriks AB, Stockholms Siporexfabriks AB och Internationella Siporex AB 1943–1957. Han utgav publikationer och artiklar i vattenkraftfrågor.